# Henbury (meteoryt)
Henbury – meteoryt żelazny należący do oktaedrytów typu III AB, znaleziony w 1931 niedaleko miejscowości Henbury w australijskim Terytorium Północnym, na południowy zachód od Alice Springs. Fragmenty meteorytu odkryli uczestnicy ekspedycji naukowej, zorganizowanej przez Uniwersytet Australii Południowej.
Jak dotąd na miejscu spadku zebrano 1200 kg materii meteorytowej. Masę meteoroidu przed upadkiem na Ziemię ocenia się na 2000 ton.

## Kratery
Na miejscu spadku meteorytu odkryto łącznie 13 kraterów uderzeniowych, wybitych w miejscowych skałach osadowych. Największy krater ma 150 m średnicy. Ocenia się, że powstały one 4200 lat temu.
Miejsce upadku meteorytów jest objęte ochroną jako Henbury Meteorites Conservation Reserve.